# Kūrma

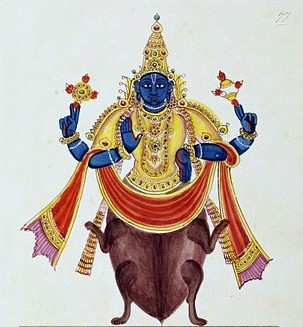
Kūrma (XIX secolo)

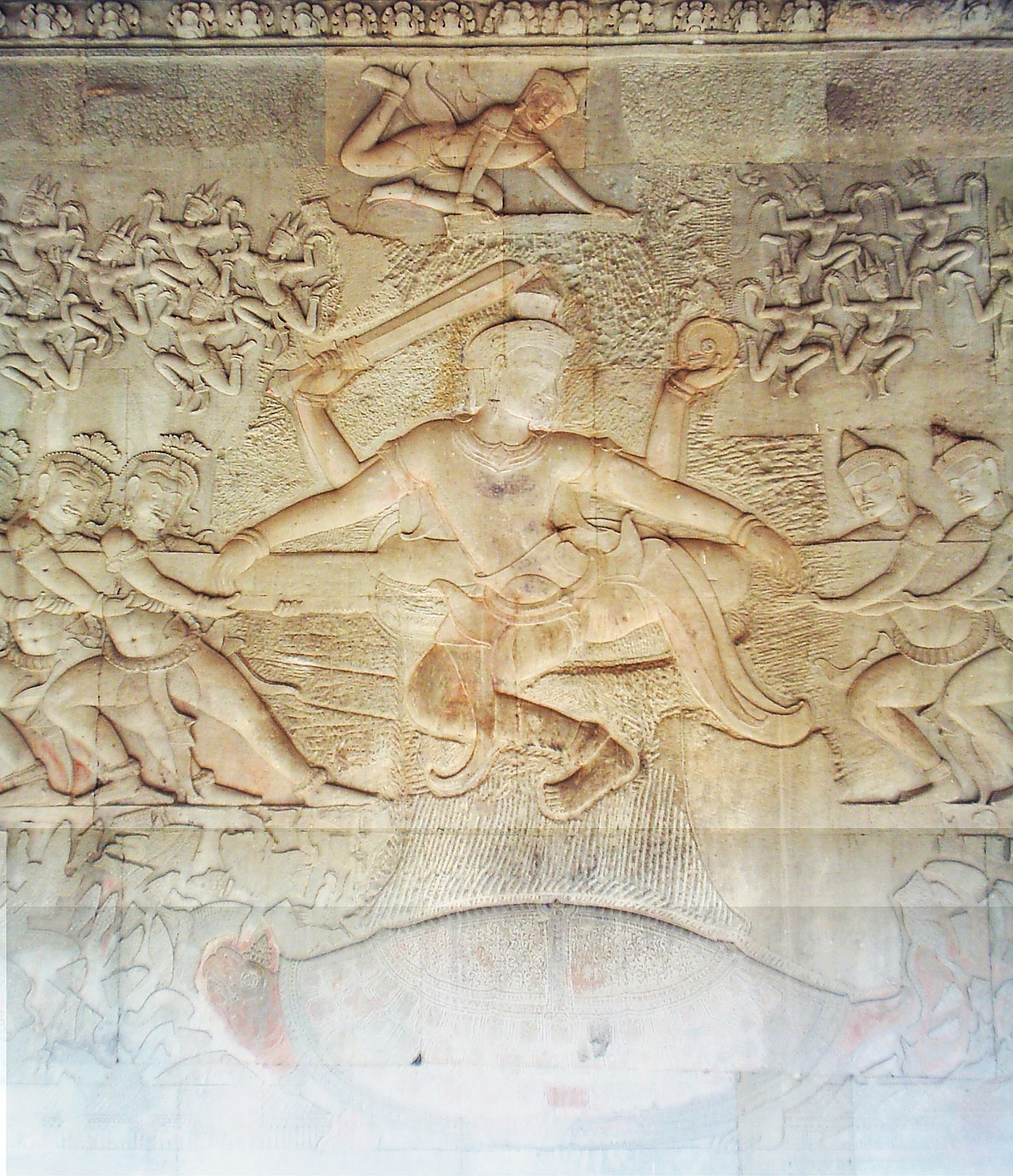
Kūrma e la zangolatura dello Kṣīroda in un'immagine del complesso templare di Angkor Wat

Kūrma (devanāgarī: कूर्म; "tartaruga") è un avatara della divinità indù Visnù.

## Fonti

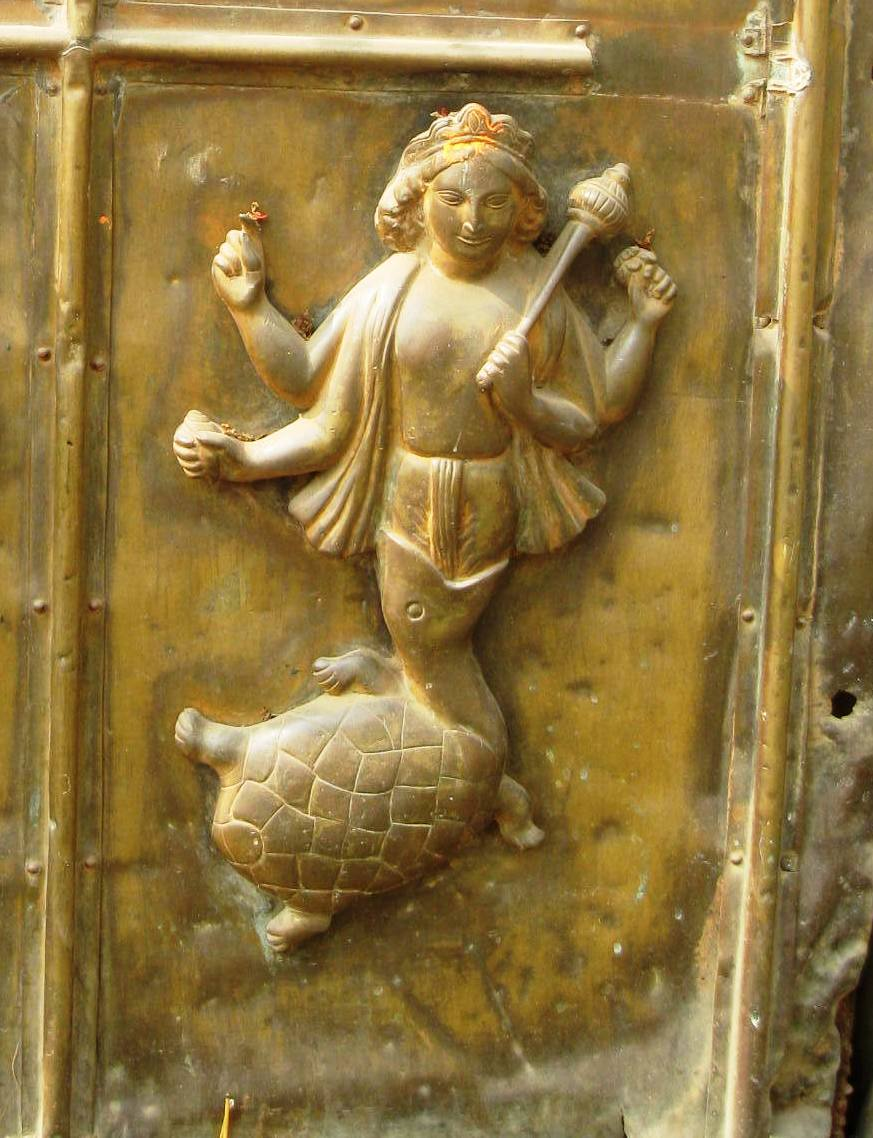
Kūrma avatara su un carro di ottone di Searsole Rajbari, West Bengal, India

Le caratteristiche e le vicende inerenti all'avatara Kūrma sono narrate in particolar modo nei Bhāgavata Purāṇa (VIII),  Agni Purāṇa (III), Kūrma Purāṇa (259), Viṣṇu Purāṇa (I,9), Padma Purāṇa (VI, 259); anche se una prima menzione della divina incarnazione nella tartaruga la si riscontra nel più antico Śatapatha Brāhmaṇa (VII, 5, 1) ripreso poi nel Mahābhārata (I, 18) e nel Rāmāyaṇa (I, 45).

## Mito
Quando Deva e Asura unirono le loro forze per zangolare (samudramathana) l'Oceano di latte (Kṣīroda) per ottenere il nettare dell'immortalità (amṛta), utilizzarono il monte Meru (Bhāgavata Purāṇa VIII, 7) come possente zangola e il serpente cosmico Vāsuki per la zangolatura. Ma non trovando dove poggiare la zangola cosmica, si disperarono, allora Visnù prese la forma di enorme tartaruga sulla cui corazza le divinità poggiarono la zangola.
Appaiono quindi Lakṣmī, Vāruṇī, il soma, le apsaras, il divino cavallo Uccaiḥśravas, la sacra pietra preziosa Kausthuba, l'albero celestiale Pārijāta, la mucca Surabhi, l'elefante Airāvata, la conchiglia da guerra Pāñcajanya, l'arco Śārṇga e il mortale veleno hālāhala (Bhāgavata Purāṇa, VIII, 8; Mahābhārata, I, 18, 48-53; Rāmāyaṇa, I, 45).